# Bundesstrasse 264
Bundesstrasse 264 är en förbundsväg i Nordrhein-Westfalen, Tyskland. Vägen är 65 kilometer lång och går ifrån gränsövergång Bildchen till Köln via Aachen, Eschweiler och Düren.